# 高座町 (西宮市)
座標: 北緯34度45分19秒 東経135度20分42秒 / 北緯34.75528度 東経135.34500度
高座町（たかくらちょう）は、兵庫県西宮市にある町丁。郵便番号は662-0872。

## 地理
※隣接地域は以下の通り。
- 東：愛宕山。
- 西：一ケ谷町、大社町。
- 南：広田町、河原町。
- 北：上ケ原五番町、上ケ原七番町、上ケ原八番町 [注釈 1]。

## 交通

### 鉄道
鉄道は走っていない。

### バス
| 業者     | 系統番号 | 起点         | 町内にあるバス停                        | 終点           |
| -------- | -------- | ------------ | --------------------------------------- | -------------- |
| 阪急バス | 16       | 阪急甲東園駅 | (中屋町) -高座町-愛宕山- (上ケ原四番町) | 阪急西宮北口駅 |
| 阪急バス | 19       | 阪急甲東園駅 | (中屋町) -高座町-愛宕山- (上ケ原四番町) | 阪急西宮北口駅 |

## 校区
市立小・中学校に通う場合、校区は以下の通り。
- 全域：広田小学校、上ケ原中学校

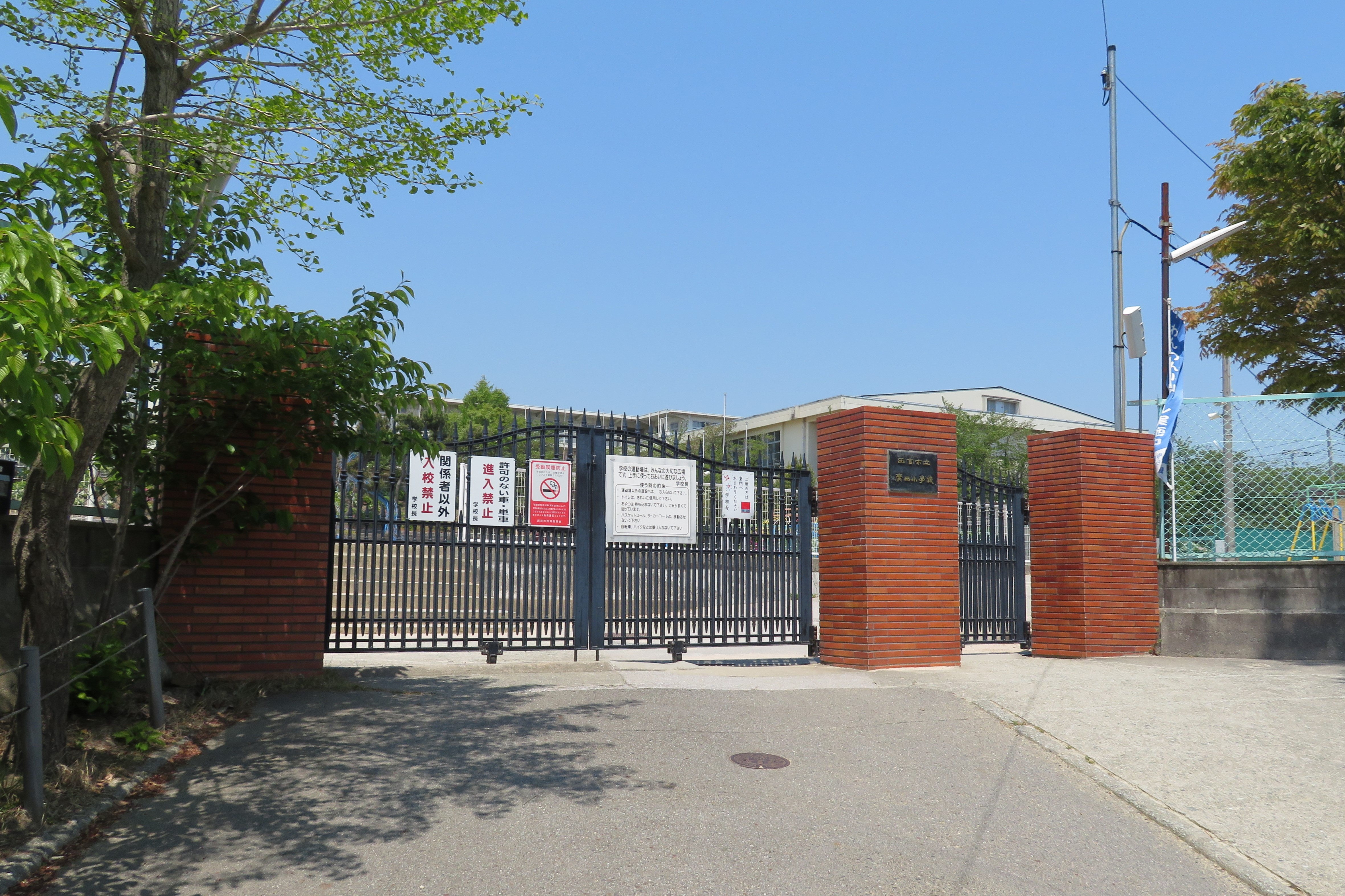
広田小学校
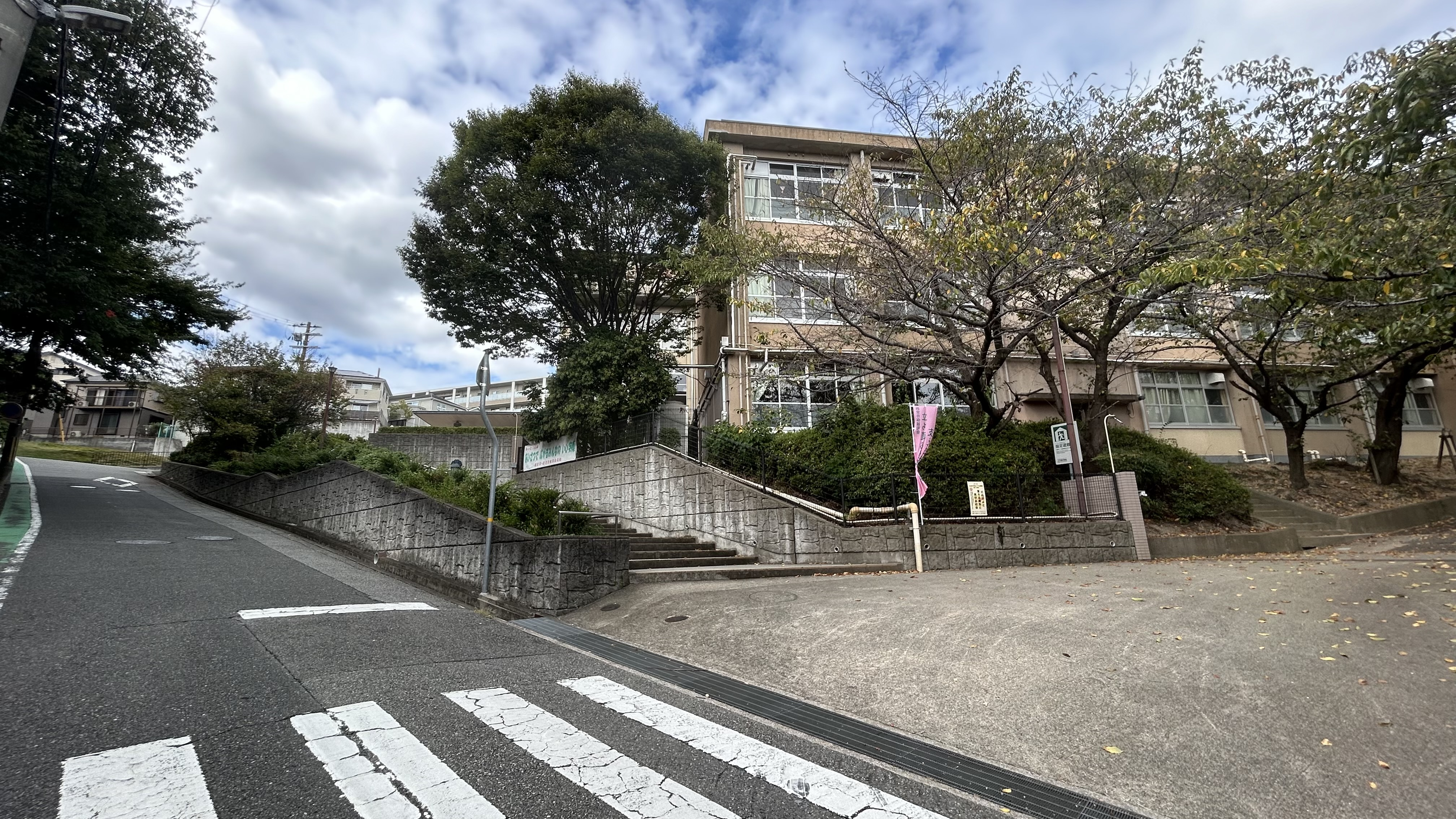
上ケ原中学校

## 施設
- 高座第一公園
- 高座第二公園
- 高座北公園
- 高座南公園
- 高座西公園
- 西宮市立西宮高等学校
- 新池